# Back to the Beginning
Back to the Beginning (česky doslova „zpátky na začátek“) byl charitativní show, která proběhla 5. července 2025 na stadionu Villa Park v Birminghamu v rámci posledního shledání skupiny Black Sabbath v klasické sestavě a posledního koncertu Ozzyho Osbourna. Pořadatelé koncertu byli Sharon Osbourne a Tom Morello. Následný výtěžek šel na podporu léčby Parkinsonovy choroby, dětské nemocnice a hospicu v Birminghamu. Koncert byl oznámen skupinami a hosty na jejich sociálních sítích 5. února 2025.
Na akci vystoupili Metallica, Slayer, Anthrax, Pantera, Alice in Chains, Gojira, Halestorm, Lamb of God, Mastodon, Rival Sons, Tool a Guns N' Roses. Další hosté budou Tom Morello, Billy Corgan, David Draiman, Nuno Bettencourt, Adam Wakeman, Yungblud, Whitfield Crane, Papa Emeritus, Chad Smith, Sleep Token II, David Ellefson, Sammy Hagar, K. K. Downing a bývalí členové z Ozzyho sólové skupiny Mike Bordin, Jake E. Lee a Rudy Sarzo.
Celou show moderoval americký herec a vášnivý fanoušek heavy metalu Jason Momoa.
Pořadatelé z Live Nation uvedli, že stage bude využívat otočné pódium pro rychlý přechod mezi účinkujícími.
Dne 14. února 2025 začal prodej vstupenek, které se vyprodaly za rekordních 15 minut a dalších 150 tisíc lidí čekalo ve virtuální frontě na možnost zúčastnit se. Ve dnech, kdy začal prodej vstupenek, si fanoušci začali stěžovat na velmi drahé ceny vstupenek, které označili za "směšné" a "zlodějství". Nejlevnější vstupenka stála okolo 170 liber (cca 5 000 Kč).
V květnu 2025 Steven Tyler a zbývající členové Soundgarden potvrdili účast na show.
Dne 18. června 2025 Black Sabbath oznámili, že celá show bude živě vysílána s dvou hodinovým zpožděním po celém světě a online vstupenka stála okolo 400 až 700 Kč. Stream dosáhl vrcholu skoro 6 milionů sledujících po celém světě.
Celá akce vybrala na charitu 140 milionů liber, které budou rovnoměrně rozděleny mezi dětskou hospicí Acorns, dětskou nemocnicí Birmingham a organizaci Cure Parkinson's.
Ráno 22. července 2025 zemřel Ozzy Osbourne a pouze po 17 dnech od posledního show.

## Průběh programu
Na koncertě vystoupilo čtrnáct předkapel, včetně dvou superskupin s různými hudebníky a hostujícími zpěváky. Předkapely zahrály sety, které mísily coververze písní Black Sabbath a Ozzyho Osbournea s písněmi z jejich vlastních materiálů. Účinkující zahráli každý tři až čtyři písně kromě Anthrax, kteří zahráli pouze dvě. Následně Superskupiny A a B, Slayer, Guns N' Roses, Metallica a Ozzy Osbourne zahráli pět až šest písní. Mezi sety o přestávkách byly vysílány videopocty umělců, kteří se akce nemohli zúčastnit, včetně AC/DC, Def Leppard, Billyho Idola, Eltona Johna, Cyndi Lauper, Marilyn Manson a Dolly Parton. 

## Program vystoupení
| Čas           | Účinkující      | Setlist |
| ------------- | --------------- | --- |
| 13:30 - 13:45 | Mastodon        | „Black Tongue“, „Blood and Thunder“, „Supernaut“ (ft. Eloy Casagrande, Mario Duplantier, Danny Carey) |
| 13:52 - 14:07 | Rival Sons      | „Do Your Worst“, „Electric Funeral“, „Secret“ |
| 14:15 - 14:29 | Anthrax         | „Indians“, „Into the Void“ |
| 14:37 - 14:50 | Halestorm       | „Love Bites (So Do I)“, „Rain Your Blood On Me“, „Perry Mason“ |
| 15:00 - 15:15 | Lamb of God     | „Laid to Rest“, „Redneck“, „Children of the Grave“ |
| 15:25 - 16:00 | Superskupina A  | „The Ultimate Sin“ (ft. Lzzy Hale, Nuno Bettencourt, Mike Bordin, David Ellefson, Jake E. Lee, Adam Wakeman), „Shot in the Dark“ (ft. David Draiman, Bordin, Ellefson, Lee, Wakeman), „Sweet Leaf“ (ft. Draiman, Bettencourt, Bordin, Ellefson, Scott Ian), „Believer“ (ft. Whitfield Crane, Bettencourt, Ian, Sleep Token II, Wakeman, Frank Bello), „Changes“ (ft. Yungblud, Bello, Bettencourt, Sleep Token II, Wakeman) |
| 16:07 - 16:22 | Alice in Chains | „Man in the Box“, „Would?“, „Fairies Wear Boots“ |
| 16:29 - 16:44 | Gojira          | „Stranded“, „Silvera“, „Mea Culpa (Ah! Ça ira!)“, „Under the Sun“ |
| 16:51 - 17:01 | Drum Off        | „Symptom of the Universe“ (ft. Danny Carey, Chad Smith, Travis Barker) |
| 17:08 - 17:48 | Superskupina B  | „Breaking the Law“ (ft. Billy Corban, K.K. Downing, Rudy Sarzo, Danny Carey, Adam Jones, Tom Morello), „Snowblind“ (ft. Corban, Downing, Sarzo, Carey, Jones, Morello) „Flying High Again“ (ft. Sammy Hagar, Nuno Bettencourt, Sarzo, Chad Smith, Adam Wakeman, Vernon Reid) „Rock Candy“ (ft. Hagar, Bettencourt, Morello, Sarzo, Smith, Wakeman), „Bark at the Moon“ (ft. Tobias Forge, Bettencourt, Sarzo, Travis Barker, Reid, Wakeman), „Train Kept A-Rollin“ (ft. Steven Tyler, Bettencourt, Sarzo, Andrew Watt, Morello, Ronnie Wood), „Walk This Way“ (ft. Tyler, Bettencourt, Sarzo, Watt, Smith, Morello) „Whole Lotta Love“ (ft. Tyler, Bettencourt, Sarzo, Watt, Smith, Morello) |
| 17:55 - 18:10 | Pantera         | „Cowboys from Hell“, „Walk“, „Planet Caravan“, „Electric Funeral“ |
| 18:17 - 18:37 | Tool            | „Forty Six & 2“, „Hand Of Doom“, „Ænema“ |
| 18:44 - 19:12 | Slayer          | „Disciple“, „War Ensemble“, „Wicked World“, „South of Heaven“, „Raining Blood“, „Angel of Death“ |
| 19:21 - 19:46 | Guns N' Roses   | „It's Alright“, „Never Say Die“, „Junior's Eyes“, „Sabbath Bloody Sabbath“, „Welcome to the Jungle“, „Paradise City“ |
| 19:53 - 20:23 | Metallica       | „Hole in the Sky“, „Creeping Death“, „For Whom the Bell Tolls“, „Johnny Blade“, „Battery“, „Master of Puppets“ |
| 20:38 - 20:58 | Ozzy Osbourne*  | „I Don't Know“, „Mr. Crowley“, „Suicide Solution“, „Mama, I'm Coming Home“, „Crazy Train“ |
| 21:13 - 21:48 | Black Sabbath   | „War Pigs“, „N.I.B.“, „Iron Man“, „Paranoid“ |

#### Ozzy Osbourne sestava:
- Ozzy Osbourne - zpěv
- Zakk Wylde - kytary
- Mike Inez - baskytara
- Tommy Clufetos - bicí
- Adam Wakeman - klávesy

## Plánovaní hosté
Show se měl zúčastnit Wolfgang Van Halen, ale odstoupil, protože jeho kapela Mammoth WVH se vydala na společné turné se skupinou Creed po USA.
Měli vystoupit také zbývající členové Rush, ale museli odstoupit, protože "se objevily jiné věci".
Judas Priest byli pozváni na show, ale zavázali se vystoupit na koncertě Scorpions k 60. výročí v německém Hannoveru jako předkapela. Pár dnů před daným koncertem Judas vydali vlastní verzi písně „War Pigs“ na počest kapely Black Sabbath.
Jonathan Davis byl uveden jako host, ale z neznámých důvodů se objevil pouze mezi přestávce v předem nahraném videu. Stejně, tak Fred Durst, který se objevil také pouze mezi přestávce v předem nahraném představení písně „Changes “.
Zbývající členové Soundgarden byli také pozváni, jenomže z neznámých důvodů se nedostavili.
Údajně Sharon Osbourne vyloučila z koncertu nejmenovanou kapelu poté, co požadovala zaplaceno za své vystoupení. Později toto tvrzení potvrdila a uvedla, že jejich identitu odhalí po skončení akce.

## Kritika
Deník The Guardian ohodnotil pořad čtyřmi hvězdičkami z možných pěti. Jako vrcholy show označili vystoupení Yungblud, Gojira, Metallica a Black Sabbath.
Časopis Roling Stone ohodnotil pořad pěti hvězdičkami z možných pěti. Yungbludovo vystoupení, které věnoval fotbalistovi Diogovi Jotovi, „zastavilo stadion v zádech“, uvedl časopis.
Britský deník The Independent ohodnotil pořad pěti hvězdičkami z možných pěti. Coververze písně „Changes“ od Yungbluda ukradla první polovinu pořadu, uvedl deník.
Vystoupení Davida Draimana se setkalo s vypískáním a posměchem davu, který byl přičítán jeho politickým názorům na podporu Izraelských obranných sil.
Rozhodnutí odvysílat video Marilyna Mansona s jeho poctou Black Sabbath bylo kritizováno, protože umělec nedávno zrušil koncert v Brightonu po místních negativních reakcích na jeho obvinění ze sexuálního napadení.
Vystoupení Axla Rose se setkalo s výsměchem hlavně v chatu na živém vysílání show kvůli jeho stylu zpěvu.